# Lane (Brugge)
De Lane is een straat in het West-Bruggekwartier van Brugge.

## Beschrijving
'Lane' betekent in het West-Vlaams: een ondiepe sloot die dwars door weiland loopt. De Lane in Brugge was een kleine waterloop die vanuit Sint-Andries komende uitliep op de Brugse grachten, nabij de Speelmansrei. Het land waar het door liep werd stilaan ook Lane genoemd en werd een wijk die zich tot ver op Sint-Andries uitstrekte.
Een tekst uit 1291 luidt: ad orientalem partem aqueductus sive beke, vulgariter nominata Lana, que descendens de wastina currit per Messem. Het waterloopje verdween toen de tweede Brugse omwalling werd aangelegd in 1297.
In de Franse tijd heette de straat Lanestraat en werd het vertaald in 'Rue du Fossé', wat niet zo ver af was van de oorspronkelijke betekenis.
Na eeuwen bleef van wat een uitgestrekte wijk was geweest, de naam nog enkel van toepassing op een straat die liep van de Smedenvest tot aan de Beenhouwersstraat. In 1838 werd de straat in twee delen gesplitst door de aanleg van de spoorweg in de Hoefijzerstraat. Er kwam een kleine tunnel onder de spoorverbinding, die de beide van elkaar afgesneden straatgedeelten verbond. De Bruggelingen noemden dit het Gat van de Lane.
Het ene deel van de straat, van de Greinschuurstraat naar de Hoefijzerlaan behield de naam Lane. Het andere deel, van de Beenhouwersstraat naar de Hoefijzerlaan kreeg de naam Korte Lane.